# Dov Glickman
Dov "Dovaleh" Glickman (hébreu : דב "דבל'ה" גליקמן), né le 22 décembre 1949 à Tel Aviv, est un acteur de cinéma, de télévision et de théâtre israélien.

## Biographie
Dov Glickman est né à Tel Aviv, en Israël, dans une famille juive laïque. Ses parents juifs russes Shlomo et Dvora ont immigré en Terre d'Israël dans les années 1920. Il a commencé sa carrière dans le Groupe de musique de la marine israélienne (en) (forces de défense israéliennes). Au début des années 1970, il a été membre de la compagnie de théâtre de Haïfa, où il a joué divers rôles.

## Carrière d'acteur
En 1977, il fait sa première apparition au cinéma dans Paratroopers de Judd Ne'eman. Pendant vingt ans, entre 1978 et 1998, Glickman a joué, aux côtés de Moni Moshonov, Shlomo Baraba et Gidi Gov (en), dans l'émission de télévision la plus ancienne d'Israël, l'émission satirique hebdomadaire Zehu Ze !. En 1995, il a joué dans la comédie télévisée Sipurey Efraim d'Ephraim Kishon. En 2013, il a joué dans le film internationalement reconnu Big Bad Wolves pour lequel il a remporté le prix du meilleur acteur au festival Fantasporto. Au fil des ans, il est apparu dans de nombreuses productions théâtrales remarquables, ainsi que dans des films.
En 2013, il a obtenu le rôle principal de la série télévisée Shtisel, dans lequel il incarne le rabbin Shulem Shtisel, un personnage sombre, ironique et charismatique, pour lequel il a remporté deux fois l'Oscar israélien du meilleur acteur dans un rôle principal.
Dans les années 1990, il a fait revivre son personnage de Zehu-Ze, Shaul, le vendeur de fleurs, dans une campagne publicitaire des Pages jaunes, où il a inventé le terme "wa-wa-wi-wa" utilisé plus tard par Sacha Baron Cohen, incarnant le personnage de Borat. La campagne est ensuite devenue une série télévisée en 2002, écrite et créée par Glickman.
En 2016, il a joué le ministre du commerce dans Norman de Joseph Cedar. 
En 2018, Dov Glickman a joué un survivant de l'holocauste dans le film autrichien : "Murer: Anatomie eines Prozesses", dans la mini-série "Stockholm", saluée par la critique, dans le film "Laces (en)" de Yankul Goldwasser, pour lequel il a remporté l'Oscar israélien du meilleur acteur dans un second rôle, et dans la série "The Conductor" de Yonathan Indurski et Ori Alon, aux côtés de Lior Ashkenazi.
En 2018 et 2019, il a joué le rôle d'Etgar dans la production très attendue de Burkhard C. Kosminski dans "Vögel" de Wajdi Mouawad au Schauspielhaus de Stuttgart.

## Filmographie
- 2023 : Le Juste (Pravednik, Праведник) de Sergueï Oursouliak